# Oscar Malmbrandt
Carl Oscar Malmbrandt, född 17 oktober 1903 i Hyringa församling, död 30 maj 1987 i Vantörs församling, Stockholm, var en svensk friidrottare (släggkastning). Han vann SM-guld i slägga år 1932. Han tävlade för Brandkårens IK.

## Fotnoter
1. ↑  Sveriges dödbok 1901–2009, DVD‐ROM, Version 5.00, Sveriges Släktforskarförbund (2010): Malmbrant, Carl Oskar